# Musa sikkimensis
A Musa sikkimensis az egyszikűek (Liliopsida) osztályának a gyömbérvirágúak (Zingiberales) rendjébe, ezen belül a banánfélék (Musaceae) családjába tartozó faj.

## Előfordulása
A Musa sikkimensis elterjedési területe az indiai Szikkim államtól, egészen Bangladesig tart. Bhutánban is előfordul.

## Megjelenése
Ez a banánfaj 4 méter magas.